# Port lotniczy Hermanos Ameijeiras
Port lotniczy Hermanos Ameijeiras (IATA: VTU, ICAO: MUVT) – port lotniczy położony w Las Tunas, w Las Tunas, na Kubie.